# Margrave
 (mai 2009).
Si vous disposez d'ouvrages ou d'articles de référence ou si vous connaissez des sites web de qualité traitant du thème abordé ici, merci de compléter l'article en donnant les références utiles à sa vérifiabilité et en les liant à la section « Notes et références ».
Margrave (de l'allemand Markgraf, qui se traduit littéralement par « comte de la marche ») était un titre de noblesse donné aux chefs militaires des marches (ou mark), dans l'Empire carolingien, puis à certains princes du Saint-Empire romain germanique.
Le titre équivalent en français est marquis. Le margraviat est la juridiction sur laquelle il a autorité.
Le féminin margravine désigne l'épouse d'un margrave. Cela dit, une femme pouvait être margrave, telle Ida de Cham, margrave consort d'Autriche à son départ pour la croisade.

## Historique
La plupart des marches, et donc des margraves, se trouvaient sur la frontière orientale de l’empire carolingien, et plus tard sur la bordure du Saint-Empire romain germanique (surtout à l'est, mais aussi à l'ouest, par exemple sur l'Escaut, la marche de Valenciennes).
La marche d’Espagne constitue une exception. Elle était située à la frontière avec le monde musulman (Gothie) et correspondait à ce qui est aujourd’hui la Catalogne.
En Europe centrale, les margraviats les plus importants étaient la Marche de l’Est saxonne et la Marche de l’Est bavaroise (qui correspond à l’actuelle Basse-Autriche), qui en latin était appelé Marchia Orientalis, ce qui peut se traduire par la « région frontalière orientale ». Aux XIXe et XXe siècles, ce nom était parfois traduit en Ostmark, mais les documents médiévaux rédigés dans la langue vernaculaire ne mentionnent que le nom de Ostarrichi. À l’époque, l’Autriche était un poste avancé du Saint Empire, à la frontière avec les Hongrois et les Slaves. Au sud-est, la Styrie, aujourd’hui encore appelée Steiermark en allemand, était une autre marche importante.
Marggrabova est un exemple typique de ville des marches de l’est. Elle se trouvait en Prusse-Orientale et doit son nom au margrave Albert Ier de Brandebourg (aujourd’hui, cette ville est située en Pologne et a été rebaptisée Olecko).
Avec le temps, le titre de margrave est devenu héréditaire, suivant l'évolution générale du haut Moyen Âge.